# Goff, Kansas
Goff är en ort i Nemaha County i Kansas. Vid 2020 års folkräkning hade Goff 106 invånare.